# サイモン・ブレンドル
サイモン・ブレンドル（Simon Brendle、1981年6月 - ）は、ドイツ出身のアメリカ合衆国の数学者である。微分幾何学と非線形偏微分方程式について研究している。

## 生涯
1981年にテュービンゲンで生まれた。1995年から3年連続で、ドイツ数学コンテストで優勝した。2001年、19歳のときに、テュービンゲン大学にてゲルハルト・フイスケンの指導の下で博士号(Dr. rer. nat.)を取得した。博士論文のタイトルは"Krümmungsflüsse auf Mannigfaltigkeiten mit Rand"（境界付き多様体上の曲率フロー）である。
大学卒業後はテュービンゲン大学でポスドクとして短期間研究した後、2002年にプリンストン高等研究所、2003年にプリンストン大学に移った。2005年にスタンフォード大学の助教授に就任し、2008年に教授に昇進した。2015年にコロンビア大学客員教授となった後、翌2016年に同大学の教授となった。そのほか、マサチューセッツ工科大学、チューリッヒ工科大学、プリンストン大学、ケンブリッジ大学の客員研究員を務める。

## 数学における貢献
ブレンドルは、共形幾何学における山辺方程式に関する主な未解決問題を解決した。これには、山辺問題のコンパクト性予想に対する反例や、リチャード・S・ハミルトンが予想した全ての次元における山辺フローの収束の証明などが含まれる。2007年、リチャード・シェーンと共同で、大域的微分幾何学の基本問題である微分可能球面定理を証明した。2012年、極小曲面理論における長年の問題であるローソン予想を証明した。また、平均曲率フローとリッチフローにおける特異点形成の研究に取り組み、グリゴリー・ペレルマンの研究で生じたリッチフローの自己相似解の一意性に関する問題を解決した。

## 賞と栄誉
- 2006年 スローン・リサーチフェロー（英語版）
- 2012年 ヨーロッパ数学会賞
- 2012年 オイラー・レクチャー（英語版）
- 2011年 高木レクチャー
- 2014年 ボッチャー記念賞[2]
- 2017年 サイモンズ・インベスティゲーター賞[3]
- 2017年 フェルマー賞[4]
- 2024年 数学ブレイクスルー賞

## 主な論文
- "Blow-up phenomena for the Yamabe equation", Journal of the AMS 21, pp. 951–979, 2008 doi:10.1090/S0894-0347-07-00575-9
- "Convergence of the Yamabe flow in dimension 6 and higher", Inventiones Mathematicae 170, pp. 541–576, 2007 doi:10.1007/s00222-007-0074-x
- (joint with R. Schoen) "Manifolds with 1/4 pinched curvature are space forms", Journal of the AMS, 22, 2009, pp. 287 (Differentiable Sphere Theorem) doi:10.1090/S0894-0347-08-00613-9
- Ricci Flow and the Sphere Theorem, American Mathematical Society, Graduate Studies in Mathematics, vol. 111, 2010
- (joint with R. Schoen) "Curvature, sphere theorem and the Ricci flow", Bulletin of the AMS, 48, 2011, pp. 1–32, Online
- (joint with R. Schoen) Riemannian manifolds of positive curvature, Proceedings of the International Congress of Mathematicians (ICM 2010), Hyderabad, India, August 19–27, 2010. Vol. I, pp. 449–475, 2011
- (joint with F. C. Marques, A. Neves) "Deformations of the hemisphere that increase scalar curvature", Inventiones Mathematicae 185, 2011, pp. 175–197, Preprint (Min-Oo Conjecture)
- "Rotational symmetry of self-similar solutions to the Ricci flow" Inventiones Mathematicae 194, 2013, pp. 731–764 doi:10.1007/s00222-013-0457-0
- "Embedded minimal tori in {\displaystyle S^{3}} and the Lawson conjecture", Acta Mathematica 211, 2013, pp. 177–190, Preprint (Lawson Conjecture)
- "Embedded self-similar shrinkers of genus 0", Annals of Mathematics 183, 715-728 (2016) Preprint